# Édgar Vivar
Édgar Ángel Vivar Villanueva (Ciudad de México, 28 de diciembre de 1948) es un actor de cine, televisión, doblaje y comediante mexicano. Es conocido principalmente por haber interpretado a los personajes de El señor Barriga y Ñoño, en la serie El Chavo del 8.
En el doblaje, destaca por haber prestado su voz para películas animadas como Ratatouille (2007), Up (2009), Despicable Me 2 (2013), Despicable Me 3 (2017), y Despicable Me 4 (2024). Además, se desempeñó como narrador de audiolibros.

## Biografía y carrera

### 1948-1972: primeros años e inicios
Édgar Ángel Vivar Villanueva nació el 28 de diciembre de 1948 en Ciudad de México, siendo el mayor de los tres hijos de Ángel Vivar y Elia Villanueva Falcón.
Vivar tuvo problemas con la obesidad desde niño y fue víctima de bullying debido a ello, comentando: «sufrí de bullying en la primaria. Fue terrible, no fue fácil. No me quedaba más que pelearme con todo el mundo o aguantarme, me refugié mucho en la lectura, aprendí que el mejor compañero que podría tener era un libro».
Estudió y se licenció como médico clínico en la Universidad Nacional Autónoma de México, pero en su lugar, decidió perseguir una trayectoria como artista, egresando del Centro Universitario de Teatro para dar inició a una carrera como actor teatral en 1964. 

### 1972-1992:El Chavo del 8
En 1972 —mientras desempeñaba su labor como médico— fue el segundo actor al que llamó Roberto Gómez Bolaños Chespirito para actuar en su programa televisivo El Chavo del 8 —Gómez ya había llamado primero a Florinda Meza—.
En estos programas Vivar fue conocido por sus personajes: el Señor Barriga, Ñoño y el caquito Botija:
- El señor Barriga —Zenón Barriga y Pesado—, era el propietario de la vecindad donde vivía el Chavo; y Ñoño —actuado por él mismo— era su hijo. Cada vez que el Sr. Barriga —apellido creado como una referencia a su obesidad— llegaba a la vecindad, era bienvenido accidentalmente con una patada, tropezón, trompada o golpe con un objeto lanzado por el Chavo —cuando quería pegarle a Quico o jugando fútbol o béisbol—. El Sr. Barriga muy pocas veces tuvo éxito en cobrarle la renta a Don Ramón.
- Ñoño —Febronio Barriga Gordorritúa—, era el hijo del Sr. Barriga.  Solo aparecía fuera de la escuela si alguna escena necesitaba un niño adicional. Ñoño era buen estudiante y tenía buen corazón, pero como la mayoría de los niños, es muy ingenuo. En años posteriores, cuando Carlos Villagrán abandonó el grupo, también sustituyó al personaje Quico. En la serie animada Ñoño reemplaza a la Chilindrina. Según Vivar, el señor Barriga y su hijo el Ñoño son la misma persona, ya que el Sr. Barriga fue como Ñoño cuando niño y Ñoño de grande será como el Sr. Barriga. Ñoño fue creado por el mismo Édgar Vivar.
- El Botija —Gordon Botija Pompa y Pompa, Gordon Botija y Aguado, Boti Ja o Boti— era un ladrón en Los caquitos, amigo de Chómpiras —Aquiles Esquivel Madrazo o Mimí Mickey Bisvirudolfo Esquivel Madrazo o Parangacutirimicuarodolfo Parangacutirimín, representado por Roberto Gómez Bolaños—, casado con Chimoltrufia —María Expropiación Petronila Lascurain Y Torquemada De Botija, representada por Florinda Meza—, yerno de Espotaverderona Torquemada viuda de Lascurain —representada por Anabel Gutiérrez—, e hijo de Doña Ramona —o doña Jamona, interpretada por el mismo Édgar Vivar—.

Este show de El Chavo se volvió un éxito internacional, y Vivar recorrió con el grupo Latinoamérica, España y Estados Unidos. Filmó varias películas en México y los Estados Unidos. En 1997 actuó en la telenovela mexicana Alguna vez tendremos alas producida por su coestrella Florinda Meza. Por esa participación ganó ese año el premio al «Mejor actor dramático».
Vivar participó en obras teatrales como Marcelino, pan y vino y En Roma el amor es broma, e hizo un papel cómico como cantante —tiene una bella voz de barítono— en la zarzuela Luisa Fernanda —con la que salió de gira por Miami, Boston y otras ciudades de Estados Unidos—.
En 1992, abandonó la serie Chespirito —de Roberto Gómez Bolaños— ya que su sobrepeso le había causado problemas cardiovasculares. 

### 1992-2007: trabajos internacionales
En 2002, concursó en el programa venezolano La guerra de los sexos, siendo integrante del equipo masculino con sus personajes de Ñoño y el Sr. Barriga, situación que repitió en 2005 al ser nuevamente invitado a la emisión. 
En 2003, viajó a Brasil y estuvo en el programa Falando francamente, donde recibió varios regalos de trabajadores de la emisora y fanáticos de El Chavo del 8. Ese mismo día conoció a su doblador en Brasil, Mário Vilela.
En 2004, dobló al vampiro Max en el cortometraje El show del vampiro, en el que trabajó con su excompañero de trabajó, Rubén Aguirre.
En 2005, grabó en Argentina la telenovela mexicana Amarte así, escrita por Enrique Torres. El programa se transmitió con éxito en Sudamérica, España y los Estados Unidos. Hace el papel de don Pedro, un hombre solitario que trabaja como cajero en el restaurante —llamado El Frijol— de su hijastro.
En 2006, Édgar Vivar apareció en la película estadounidense Bandidas con Penélope Cruz y Salma Hayek.
En 2007, se encontraba viviendo en Buenos Aires, donde participó del rodaje de una película y de una obra de teatro. En mayo participó en la grabación en México de la película All inclusive, del director chileno Rodrigo Ortúzar —Mujeres infieles (2004)— junto con las actrices Mónica Cruz, Ana Serradilla, Leonor Varela y Valentina Vargas. En septiembre viajó a Colombia, donde realizó Tiempo final, una miniserie de RCN que Fox emitió en el resto de Latinoamérica. 

### 2007-2022: regreso a México y doblaje
A finales de 2007, volvió a México, donde se reintegró a Once y doce —obra que vive un segundo período de éxito—, junto a Roberto Gómez Bolaños —El Chavo— y Florinda Meza. Ese año se estrenó la película El orfanato, producida por Guillermo del Toro y dirigida por Juan Antonio Bayona, donde Vivar representa a un parapsicólogo obsesionado con la muerte.
En 2008, apareció en un episodio —«Recursos Humanos»— de la versión mexicana de la serie televisiva argentina Los Simuladores, interpretando el papel de un socio de una empresa lechera ficticia. El mismo año, tuvo una participación especial en el programa Teatro en Chilevisión, del canal chileno Chilevisión, e intervino en el programa argentino Cuestión de peso, donde habló sobre sus problemas lidiando con la obesidad. 
El 11 de junio de 2009, participó en Las leandras, una obra teatral que se estrenó en el Centro Nacional de las Artes.
En 2011, volvió a la televisión interpretando a Máximo de la O en la miniserie, Méteme gol.
En marzo del 2012, en un vídeo subido a YouTube se le vio junto al reparto de El Chavo animado doblando a los personajes del Sr. Barriga y Ñoño, para un episodio de la sexta temporada de la serie.
En 2013, interpretó la voz de Silas Pietraserón, personaje de la película Mi villano favorito 2. También interpretó la voz del chef Auguste Gusteau en la película Ratatouille, y la voz de Dug en Up: una aventura de altura.
En octubre de 2014, protagonizó la obra de teatro Réquiem por Agustín Lara (interpretando al propio Lara) en el Campus Ciudad de México del Tecnológico de Monterrey.
En mayo de 2015, en Lima (Perú), participó en la obra teatral En el parque con el actor peruano Ricky Tosso (1960-2016). Ese mismo año actuó en la versión en español de The Normal Heart, obra teatral del estadounidense Larry Kramer (1935-2020), donde además comparte escena con los animadores de Farándula 40, Pilar Boliver y Horacio Villalobos.
En 2018, hizo una aparición especial en la serie brasileña Vai que cola, interpretando al personaje de Sr. Barriga.

### 2021-presente:Vecinosy otros proyectos
Dándole un nuevo aire a su carrera, en 2021, se integró al reparto principal de la serie de comedia Vecinos con la temporada 12, interpretando a Hipólito Menchaca, el «hermano gemelo» de Édgar Vivar.
En julio de 2022, durante su gira por Perú, anunció que se retiraría de los shows circenses para dedicarse únicamente a la actuación y producción de cine. Tres años después, cuando realizó una nueva gira al país, fue homenajeado por el canal América Televisión.
Manteniéndose activo en Vecinos, en 2025, se estrenaron las temporadas 18 y 19, en las que siguió retomando su papel como Hipólito Menchaca.

## Vida personal

### Orientación sexual
Aunque nunca ha sido totalmente confirmador por Vivar, ha hecho especial énfasis en ser un hombre gay, optando por mantener su vida amorosa privada y afirmando hablar abiertamente sobre su orientación sexual a través de un libro de memorias escrito por él, que se publicará una vez que fallezca.

### Problemas de salud
Desde que era un niño sufrió de obesidad, lo que conllevó a que padeciera problemas de salud conforme fue creciendo, mismos que buscó enfrentar con operaciones y tratamientos. En 1992, presentó problemas cardiovasculares y un problema glandular que lo hizo aumentar más de peso, por lo que decidió internarse en una clínica para adelgazar, logrando bajar 42 kg.
Vivar sufrió dos graves tromboembolias pulmonares que lo mantuvieron en terapia intensiva. Desde 2003 realizó su recuperación —a base de ejercicios respiratorios, el trabajo de los especialistas y medicamentos—. Tuvo que cargar un tanque portátil de oxígeno. 
En enero de 2008, se sometió a una cirugía de estómago con intenciones de reducir sus problemas de gordura.
El 6 de junio de 2009, Vivar fue internado en un hospital de la capital mexicana debido a problemas coronarios. Se le practicaron varios by-pass y dos días después se le dio de alta. 

## Legado

### Personificaciones
En 2025, el actor mexicano Eugenio Bartilotti lo personificó en Chespirito: sin querer queriendo, una serie biográfica sobre la vida y carrera de Roberto Gómez Bolaños. En el episodio 2 titulado «No hay mal que por bien no venga», hizo un cameo dando vida a Agustín P. Delgado, un director de cine que trabajó con Viruta y Capulina.

### Videojuegos
| Año  | Título           | Notas                                               | Ref.                 |
| ---- | ---------------- | --------------------------------------------------- | -------------------- |
| 2003 | Street Chaves    | Como El señor Barriga (Seu Barriga) / Ñoño (Nhonho) | [ 23 ] [ 24 ] [ 25 ] |
| 2022 | Street Chaves II | Como El señor Barriga (Seu Barriga) / Ñoño (Nhonho) | [ 26 ]               |

## Filmografía

### Cine
| Año  | Título                           | Papel                             | Notas |
| ---- | -------------------------------- | --------------------------------- | --- |
| 1979 | El Chanfle                       | Dr. Nájera                        | Película dirigida por Enrique Segoviano.                                                                   |
| 1982 | El Chanfle 2                     | Dr. Nájera                        | Películas de Roberto Gómez Bolaños                                                                         |
| 1983 | Don Ratón y don Ratero           | Kilos                             | Películas de Roberto Gómez Bolaños                                                                         |
| 1983 | El más valiente del mundo        |                                   | Filme mexicano de aventuras, con María Antonieta de las Nieves y Ramón Valdés                              |
| 1984 | Frankenstein's Great Aunt Tillie | Feldwebel Erstarren               | Filme cómico estadounidense.                                                                               |
| 1987 | Escuadrón sida                   |                                   | Filme cómico mexicano, con Rubén Aguirre.                                                                  |
| 1988 | Música de Viento                 |                                   | Productor ejecutivo, filme, comedia dramática de Roberto Gómez Bolaños, con Florinda Meza y Rubén Aguirre. |
| 2006 | Bandidas                         | Gerente del banco                 | Filme con Salma Hayek y Penélope Cruz.                                                                     |
| 2007 | El orfanato                      | Balabán                           | En Estados Unidos, The Orphanage, de Juan Antonio Bayona. Película española de terror.                     |
| 2008 | All Inclusive                    | Taxista                           | Película chilena.                                                                                          |
| 2010 | La mano de Satán                 | Satán                             | Película de Oscar Gonzalez Iñiguez                                                                         |
| 2010 | Poquita ropa                     | Ladrón                            | Película dirigida por el cantautor guatemalteco Ricardo Arjona.                                            |
| 2013 | Me late chocolate                | Edgar                             | Película dirigida por Joaquín Bissner                                                                      |
| 2015 | Cementerio General 2             | Director de Hospital Psiquiátrico | Película peruana dirigida por Dorian Fernández-Moris                                                       |
| 2017 | Buscando a Nirvana               | Director en un colegio            | Película peruana dirigida por Alex Wright y Enrique Mendoza Bouruncle.                                     |
| 2018 | Amor a la deriva                 | El Gastroenterólogo               | Película estadounidense dirigida por Rob Greenberg.                                                        |
| 2022 | El Poderoso Victoria             | Don Édgar                         | Película de Raúl Ramón.                                                                                    |
| 2022 | Cuando sea joven                 | Fotógrafo                         | Película de comedia mexicana dirigida por Hwang Dong-hyuk.                                                 |
| 2023 | Soy inocente                     | Fran                              | Película peruana de Pedro Flores Maldonado.                                                                |

### Cortometrajes
| Año  | Título              | Papel             | Notas                                                         |
| ---- | ------------------- | ----------------- | ------------------------------------------------------------- |
| 1992 | Gordo               | Gordo             | Comedia mexicana en cortometraje (19 min.) de Enrique Arroyo. |
| 2004 | El show del vampiro | Vampiro Max (Voz) | Cortometraje de animación mexicano.                           |

### Televisión
| Año           | Título                            | Papel                                                                                 | Notas                                                                                                  |
| ------------- | --------------------------------- | ------------------------------------------------------------------------------------- | --- |
| 1972-1995     | Chespirito                        | Sr. Barriga, Ñoño, entre otros                                                        | Serie mexicana de Roberto Gómez Bolaños                                                                |
| 1972-1979     | El Chapulín Colorado              | Varios personajes                                                                     | Serie mexicana de Roberto Gómez Bolaños                                                                |
| 1973-1980     | El Chavo del 8/El Chavo           | Sr. Barriga y Ñoño                                                                    | Serie mexicana de Roberto Gómez Bolaños                                                                |
| 1974-1977     | Mundo de juguete                  |                                                                                       | Telenovela mexicana de Abel Santa Cruz                                                                 |
| 1997          | Alguna vez tendremos alas         | Sebastián Medina                                                                      | Telenovela mexicana de Alberto Migré, Florinda Meza y Carlos Daniel González.                          |
| 1998          | ¿Qué nos pasa?                    |                                                                                       | Serie satírica de televisión (trabajó en 2 episodios: el 7.º y el 15.º).                               |
| 1998          | Soñadoras                         | Jaime Guzmán                                                                          | Telenovela mexicana de Emilio Larrosa, Rocío Taboada y Braulio Pedraza Loera (Televisa).               |
| 1998          | Navidad fabuloja                  | El Rey mago                                                                           | Programa de televisión de 30 minutos.                                                                  |
| 2000          | No contaban con mi astucia        | Él mismo                                                                              | Especial de televisión en homenaje a Roberto Gómez Bolaños.                                            |
| 2000          | Plaza Sésamo                      | Don Boni (sustituyendo a Héctor del Puerto)                                           | Programa infantil de televisión de Televisa para Sesame Workshop.                                      |
| 2002          | De pe a pa                        | Él mismo                                                                              | Serie de televisión mexicana; en el 1.º y 7.º episodio.                                                |
| 2002-2003     | Desde Gayola                      | Papa Pacheco en el sketch La Familia Pacheco y diversos personajes en otros sketches. | Serie de televisión cómica mexicana.                                                                   |
| 2004          | La guerra de los sexos            | Sr. Barriga/Ñoño (Concursante)                                                        | Programa venezolano de concurso.                                                                       |
| 2005          | Amarte así                        | Don Pedro                                                                             | También conocida como Frijolito. Telenovela mexicana.                                                  |
| 2005          | Aplausos                          | Él mismo                                                                              | Serie de televisión mexicana.                                                                          |
| 2005          | La guerra de los sexos            | Sr. Barriga/Ñoño (Concursante y ganador)                                              | Programa venezolano de concursos                                                                       |
| 2000-2006     | Mujer, casos de la vida real      | Varios personajes                                                                     | 6 capítulos                                                                                            |
| 2010          | Para volver a amar                | Renato Villamar                                                                       | Telenovela mexicana de Adriana Suárez y Pedro Miguel Rozo.                                             |
| 2011          | Méteme gol                        | Máximo de la O                                                                        | Miniserie de Multimedios Televisión.                                                                   |
| 2012          | La familia P. Luche               | Médico de Federica                                                                    | Serie mexicana de televisión.                                                                          |
| 2012          | América celebra a Chespirito      | El mismo                                                                              | Especial de televisión en homenaje a Roberto Gómez Bolaños.                                            |
| 2018          | La jefa del campeón               | Pedro                                                                                 | Telenovela mexicana de Ximena Suárez y Marissa Garrido.                                                |
| 2018          | Vai que Cola                      | El Mismo                                                                              | Serie brasileña - participación especial                                                               |
| 2019          | Cita a ciegas                     | Homero                                                                                | Telenovela mexicana de Andrés Burgos.                                                                  |
| 2019-2021     | Mi querida herencia               | El Notario                                                                            | Serie mexicana de televisión de Elías Solorio Lara, Enrique González, Martha García y David Hernández. |
| 2020          | El Junior: El Mirrey de los Capos |                                                                                       | serie de Distrito Comedia                                                                              |
| 2021-presente | Vecinos                           | Hipólito Menchaca                                                                     | Serie mexicana de televisión de Elías Solorio Lara.                                                    |
| 2022          | Cómo sobrevivir soltero           | El mismo                                                                              | Serie web mexicana de Sebastián Zurita y Emiliano Zurita.                                              |
| 2023          | Perdona nuestros pecados          | Rosendo                                                                               | Telenovela mexicana de Lucero Suárez y Jimena Merodio.                                                 |
| 2023          | No Corre                          | Don Manolo                                                                            | Serie brasileña - participación especial                                                               |
| 2025          | sin querer queriendo              | Agustín P. Delgado                                                                    | Serie biográfica basada sobre Roberto Gómez Bolaños                                                    |

### Doblaje
| Año  | Título                                                                                         | Papel | Actor original | Notas |
| ---- | ---------------------------------------------------------------------------------------------- | --- | -------------- | --- |
| 2004 | El show del vampiro                                                                            | Max |                | Cortometraje animado Stopmotion con Rubén Aguirre.                                                                 |
| 2007 | Ratatouille                                                                                    | Chef Auguste Gusteau, Gusteau de Burritos, Gusteau de Salsa y Costillas de Barbacoa, Gusteau de Pollo Frito, Gusteau de Bocados Orientales, Gusteau de Estómago de Carnero Relleno y Gusteau de Corn Puppies (Voces) | Brad Garrett   | Doblaje en español latinoamericano (película animada de Disney Pixar).                                             |
| 2009 | Up: una aventura de altura                                                                     | Dug (Voz) | Bob Peterson   | Doblaje en español latinoamericano (película animada de Disney Pixar).                                             |
| 2009 | La misión especial de Dug                                                                      | Dug (Voz) | Bob Peterson   | Cortometraje animado de Disney Pixar. En el doblaje latinoamericano, en la película de Up: una aventura de altura. |
| 2010 | Brijeshttps://www.podiumpodcast.com/podcasts/la-corneta-los40mexico-em/episodio/3206501/ai que | Zompul Balam (Voz) |                | Película animada, creada por Ricardo González Dupra.                                                               |
| 2012 | Kinect Rush: Una aventura Disney • Pixar                                                       | Dug (Voz) | Bob Peterson   | Videojuego desarrollado por Asobo Studio y distribuido por Microsoft Studios.                                      |
| 2013 | Mi villano favorito 2                                                                          | Silas Pietraserón (Voz) | Steve Coogan   | Doblaje en español mexicano (película animada de Illumination y Universal Pictures).                               |
| 2014 | Los pingüinos de Madagascar, la película                                                       | Montaña (Voz) | Peter Stormare | Doblaje en español mexicano (película animada de DreamWorks y 20th Century Fox).                                   |
| 2014 | Los Boxtrolls                                                                                  | Lord Canem-Bert | Jared Harris   | Doblaje en español latinoamericano (Película de Laika y Focus Features)                                            |
| 2015 | Minions                                                                                        | Guardián de la corona (Voz) | Steve Coogan   | Doblaje en español mexicano (película animada de Illumination y Universal Pictures).                               |
| 2017 | Mi villano favorito 3                                                                          | Silas Pietraserón (Voz) | Steve Coogan   | Doblaje en español mexicano (película animada de Illumination y Universal Pictures).                               |
| 2021 | La vida de Dug                                                                                 | Dug (Voz) | Bob Peterson   | Serie de cortos animados de Disney Pixar.                                                                          |
| 2021 | Amigos de las vacaciones                                                                       | Larry | Chuck Cooper   | Película de 20th Century Studios para Star+.                                                                       |
| 2022 | Minions: nace un villano                                                                       | Silas Pietraserón (Voz) | Steve Coogan   | Doblaje en español mexicano (película animada de Illumination y Universal Pictures).                               |
| 2022 | Águila y Jaguar: Los Guerreros Legendarios                                                     | Abuelito Quizán |                | Voz |
| 2023 | La Cita de Carl                                                                                | Dug (Voz) | Bob Peterson   | Cortometraje animado de Disney Pixar.                                                                              |
| 2024 | Mi villano favorito 4                                                                          | Silas Pietraserón (Voz) | Steve Coogan   | Doblaje en español mexicano (película animada de Illumination y Universal Pictures).                               |

## Premios y reconocimientos

### Premios TVyNovelas
| Año  | Categoría          | Telenovela          | Resultado |
| ---- | ------------------ | ------------------- | --------- |
| 1991 | Mejor actor cómico | Chespirito          | Ganador   |
| 2019 | Mejor primer actor | La jefa del campeón | Nominado  |

### TV Adicto Golden Awards
| Año  | Categoría                          | Telenovela          | Resultado | Ref(s) |
| ---- | ---------------------------------- | ------------------- | --------- | ------ |
| 2018 | Mejor actor en un papel secundario | La jefa del campeón | Ganador   | [ 33 ] |